# Stazzema
Stazzema és un comune (municipi) de la província de Lucca, a la regió italiana de la Toscana, situat uns 80km al nord-oest de Florència i uns 25 km al nord-oest de Lucca.

## Història
Durant la Segona Guerra Mundial, al poble de Sant'Anna di Stazzema es va produir una massacre de població civil per part de soldats alemanys de les Waffen-SS i les Brigades negres italianes (12 d'agost de 1944). Un total de 560 persones van morir, entre elles 100 nens, un d'ells només de 20 dies. La ciutat va rebre la Medalla d'Or per al Valor Militar en acabar la guerra.

## Geografia
Stazzema limita amb els següents municipis: Camaiore, Careggine, Massa, Molazzana, Pescaglia, Pietrasanta, Seravezza, Vagli Sotto i Vergemoli.

### Frazioni
Stazzema conté 17 frazioni (pobles o llogarets):
Arni, Cardoso, Farnocchia, Gallena, La Culla, Levigliani, Mulina, Palagnana, Pomezzana, Pontestazzemese, Pruno, Retignano, Ruosina, Sant'Anna, Stazzema, Terrinca i Volegno.
Tot i el nom del municipi, l'ajuntament no es troba a Stazzema, sinó a Pontestazzemese.